# Dagmara Bryzek
Dagmara Bryzek (ur. 22 czerwca 1998 w Warszawie) – polska aktorka filmowa, tancerka.

## Życiorys
W 2017 roku ukończyła Liceum Ogólnokształcące dwujęzyczne im. Narcyzy Żmichowskiej o profilu humanistyczno-teatralnym. 
Gra na fortepianie. Jest zawodową tancerką tańca towarzyskiego w 10 tańcach, posiada klasę taneczną A.

## Filmografia
- 2015: Na Wspólnej – Paulina Nowaczyk
- 2015: Smok – dziewczyna porwana przez smoka
- 2017: M jak miłość – Olka Jankiewicz (odc. 1306-1307, 1309, 1315, 1319-1320)
- 2018: Przyjaciółki (serial telewizyjny) – Maja Stryjeńska (odc. 138-139)
- 2018: Pitbull. Ostatni pies – nastolatka
- 2018–2020: Korona królów – Jadwiga Andegaweńska
- 2019: Ojciec Mateusz – Alicja Tubas (odc. 285)
- 2019: Echo serca – Emilia, narzeczona Mikołaja (odc. 19)
- 2020: Zawsze warto – hostessa z kwiatami (odc. 19)
- 2021: Zakochani po uszy – Monika Serafin (odc. 382-386)
- od 2021: Pierwsza miłość – Julita Bednarz
- 2022–2023: Papiery na szczęście – Iga
- 2022: Na dobre i na złe – Malwina Kania (odc. 858, 861)
- 2022: Kuchnia – panna młoda (odc. 40)
- 2022: Korona królów. Jagiellonowie – Jadwiga Andegaweńska we wspomnieniach (odc. 1, 102)
- 2022: Gdzie diabeł nie może tam baby pośle – Ela
- 2022: Camgirl (etiuda szkolna) – Zofia
- 2022: Barwy szczęścia – Aktorka Gosia (odc. 2587-2590)
- 2023: Gdzie diabeł nie może tam baby pośle II – Ela
- 2023: Pokolenie ikea – Andżela

Źródło: Filmpolski.pl.